# Chachi
Chachi ist ein südamerikanisches Indianervolk, das im nördlichen Urwald der ecuadorianischen Provinz Esmeraldas lebt. Sie werden manchmal auch Cayapa(s) genannt, nach dem nahegelegenen Fluss Río Cayapas. Ihre Sprache nennt sich Cha'palaachi und ist eng mit dem Tsafiki der Tsáchila verwandt.

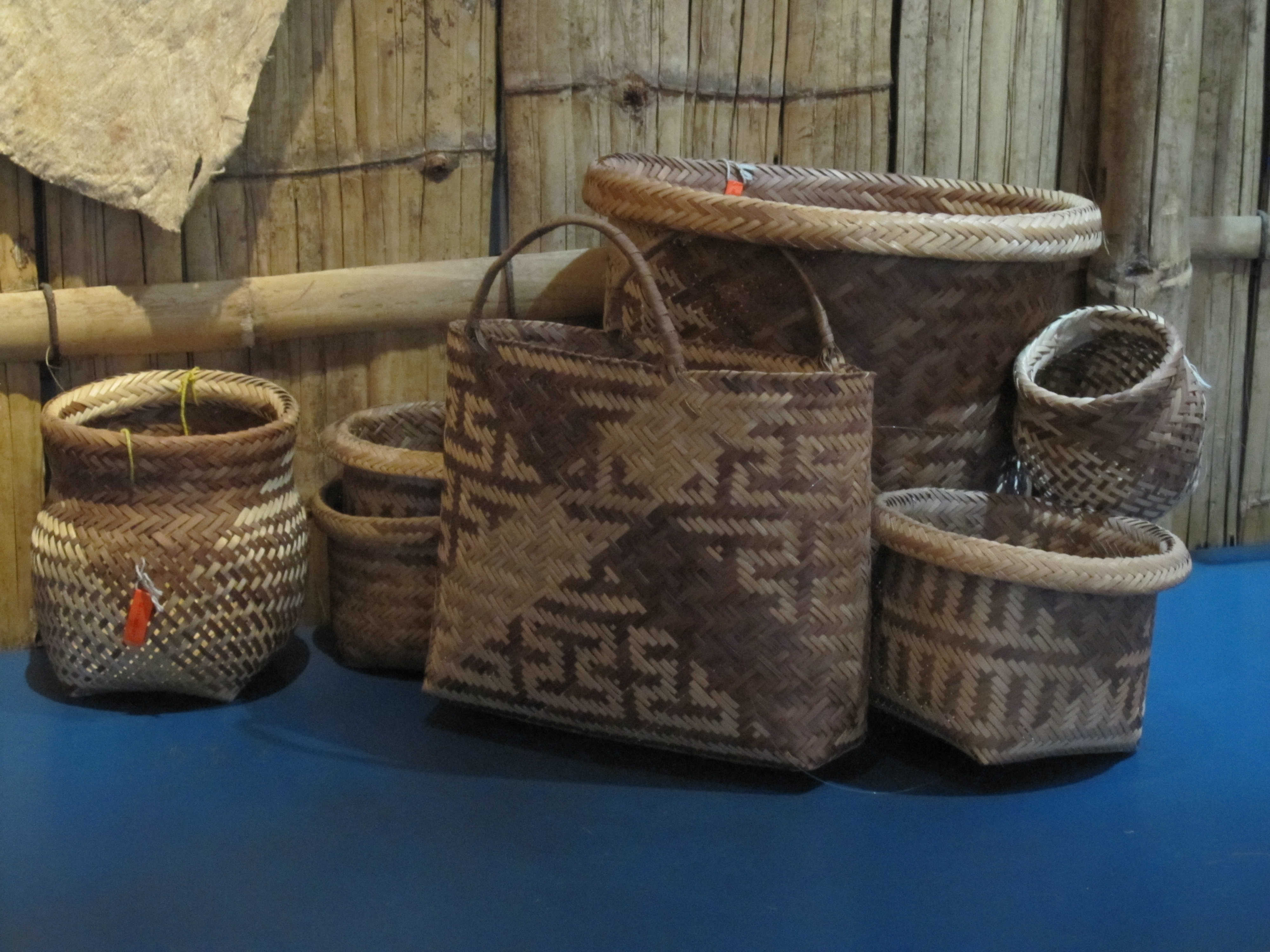
Körbe der Chachi

Die Chachi leben meist in Dörfern entlang des Flusses, manchmal zusammen mit Afroecuadorianern, Nachfahren afrikanischer Sklaven, aber ohne sich mit jenen zu mischen. Ihr Lebensstil ist nicht mehr so traditionell wie einst, sie halten aber einiges von ihrem alten Kulturgut für Touristen aufrecht, die in dieser Gegend relativ zahlreich Dschungelausflüge unternehmen und gerne Zeremonien beiwohnen, in Indianerhütten schlafen oder lokales Kunsthandwerk kaufen.
Die Chachi haben von den Afroecuadorianern in der Umgebung das Marimbaspielen übernommen und eigene Weisen kreiert.